# Deficiencia de zinc
La deficiencia de zinc produce trastornos en el desarrollo y metabolismo de plantas y animales.  En el ser humano, la deficiencia de zinc produce anemia, retraso del crecimiento, hipogonadismo, geofagia, alteraciones en la piel, alteraciones en el comportamiento y letargo, queilitis angular, déficit tanto de la visión nocturna, como del gusto y del olfato.

## Clasificación
La deficiencia de zinc se clasifica en tres tipos dependiendo de su severidad:
- Deficiencia leve: alteraciones inespecíficas.
- Deficiencia moderada: retardo del crecimiento, hipogonadismo, alteraciones en la piel.
- Deficiencia severa: dermatitis, infecciones frecuentes, retraso del crecimiento, hipogonadismo, disfunción gonadal, diarrea, alopecia, defectos de cicatrización, alteraciones del gusto, trastornos de la conducta, blefaritis, estomatitis, glositis, hepatoesplenomegalia. Esta condición puede ser fatal si no es tratada adecuadamente.

## Historia
En 1869, se observó que la presencia de zinc era esencial para el crecimiento de :V. En 1933, se observó que el zinc era imprescindible para el crecimiento de ratones. Alrededor de 1960, se entendía que el zinc era necesario para el desarrollo de muchos animales, pero se consideraba muy improbable que la deficiencia de zinc fuera un problema para el ser humano.
Entre 1958 y 1961, a partir de las observaciones hechas por la doctora Ananda Prasad de un paciente del hospital Saadi en Shiraz, Irán, se identificaron grupos de pacientes que habitaban zonas rurales, tanto en Irán como en Egipto, que presentaban un cuadro clínico caracterizado por anemia, hipogonadismo y enanismo, que mejoraban al darle dietas con suplemento de zinc.
El primer caso de deficiencia de zinc diagnosticada en Estados Unidos se reportó en 1969, en un paciente proveniente de Puerto Rico con enanismo, hipogonadismo, hipogammaglobulinemia, giardiasis, estrongiloidiasis y esquistosomiasis. Al recetarle un suplemento de zinc, recuperó crecimiento y desarrollo.

## Epidemiología
En 2014, se estimaba que un 17.3% de la población mundial estaba en riesgo de padecer deficiencia de zinc, con una prevalencia de un 7,5% en países de ingresos altos y un 30% en Asia del Sur.

## Etiología
Las causas de la deficiencia de zinc incluyen la ingesta inadecuada, aumento de los requerimientos, malabsorción, aumento de pérdidas y utilización inadecuada. En la mayoría de los casos, la ingesta inadecuada de zinc absorbible es la causa principal de la deficiencia debido a una alimentación en general pobre o a un predominio en la dieta de alimentos con poco o nada de zinc.
Los grupos de riesgo lo constituyen los niños, los adolescentes, las mujeres embarazadas y amamantando, y los ancianos.

## Patogenia
Debido a las múltiples funciones bioquímicas básicas de las células en el cuerpo humano en las que está involucrado el zinc, hay un rango amplio de efectos fisiológicos al producirse la deficiencia.
La acrodermatitis enteropática es una enfermedad genética que impide la absorción de zinc, produciendo una deficiencia severa.

## Cuadro clínico

### Severa
Lista de signos y síntomas:
- Dermatitis tipo pustulosis. Con compromiso oral, anal y genital.
- Paroniquia.
- Alopecia.
- Blefaritis.
- Conjuntivitis.
- Fotofobia.
- Opacidades corneales.
- Irritabilidad.
- Inestabiidad emocional.
- Temblores.
- Ataxia cerebelar.
- Pérdida de peso.
- Retardo en el crecimiento.
- Hipogonadismo masculino.
- Malformaciones congénitas en los fetos de madres con deficiencia severa.

### Moderada
Lista de signos y síntomas:
- Retardo en el crecimiento.
- Hipogonadismo masculino.
- Piel rugosa.
- Falta de apetito.
- Letargia mental
- Retraso en la curación de heridas.
- Trastornos inmunitarios.
- Alteraciones neurosensoriales.

### Leve
Los síntomas son menos marcados, y con estudios más acuciosos se puede encontrar:
- Disminución del nivel de testosterona.
- Oligospermia.
- Actividad disminuida de la actividad de los linfocitos asesinos naturales.
- Actividad de la timulina disminuida.
- Hiperamonemia.
- Hipogeusia.
- Déficit en la visión nocturna.
- Disminución de la masa magra.

## Diagnóstico
Medición del nivel de zinc en el suero, pelo, sudor y orina.

## Tratamiento
Suplemento de zinc en la dieta.